# Anba
Anba (fl. XXVI secolo a.C.) è stato il secondo Re della città di Mari, importante snodo commerciale fra la Mesopotamia e l'Asia minore..
Il suo regno dovrebbe collocarsi fra il 2587 ed il 2570 a.C. Il suo epiteto nella lista reale è il figlio di Anbu. Il suo successore dovrebbe essere Bazi, secondo una lista conservata negli archivi di Ebla, città sita attualmente in Siria, al tempo tributaria di Mari. La sua storicità è provata da ritrovamenti nel secondo strato (Mari II) del tell di Mari.